# Whatever You Want - The Very Best of Status Quo
Whatever You Want - The Very Best of Status Quo es un álbum recopilatorio de la banda británica de rock Status Quo, publicado en 1997 por Vertigo Records. Es una producción de doble disco que incluye los mayores éxitos de la agrupación desde su álbum debut Picturesque Matchstickable Messages from the Status Quo de 1968 hasta Don't Stop de 1996.
Alcanzó el puesto 13 en los UK Albums Chart y en 2013 se certificó con disco de oro por la British Phonographic Industry, luego de vender más de 100 000 copias en el Reino Unido.

## Lista de canciones

### Disco uno
| N.º | Título                            | Escritor(es)                              | Duración |  |
| 1.  | «Pictures of Matchstick Men»      | Rossi                                     |          |  |
| 2.  | «Ice in the Sun»                  | Wilde, Scott                              |          |  |
| 3.  | «Down the Dustpipe»               | Grozman                                   |          |  |
| 4.  | «In My Chair»                     | Rossi, Young                              |          |  |
| 5.  | «Paper Plane»                     | Rossi, Young                              |          |  |
| 6.  | «Mean Girl»                       | Rossi, Young                              |          |  |
| 7.  | «Caroline»                        | Rossi, Young                              |          |  |
| 8.  | «Break the Rules»                 | Rossi, Young, Parfitt, Lancaster, Coghlan |          |  |
| 9.  | «Down Down»                       | Rossi, Young                              |          |  |
| 10. | «Roll Over Lay Down»              | Rossi, Young, Parfitt, Lancaster, Coghlan |          |  |
| 11. | «Rain»                            | Parfitt                                   |          |  |
| 12. | «Mystery Song»                    | Parfitt, Young                            |          |  |
| 13. | «Wild Side of Life»               | Warren, Carter                            |          |  |
| 14. | «Rockin' All Over the World»      | John Fogerty                              |          |  |
| 15. | «Again and Again»                 | Parfitt, Bown, Lynton                     |          |  |
| 16. | «Whatever You Want»               | Parfitt, Bown                             |          |  |
| 17. | «Living on an Island»             | Parfitt, Young                            |          |  |
| 18. | «What You're Proposin'»           | Rossi, Frost                              |          |  |
| 19. | «Lies»                            | Rossi, Frost                              |          |  |
| 20. | «Don't Drive My Car»              | Parfitt, Bown                             |          |  |
| 21. | «Something About You Baby I Like» | Supa                                      |          |  |

### Disco dos
| N.º | Título                         | Escritor(es)                         | Duración |  |
| 1.  | «Rock 'n' Roll»                | Rossi, Frost                         |          |  |
| 2.  | «Dear John»                    | MacAuley, Gustafson                  |          |  |
| 3.  | «Ol' Rag Blues»                | Lancaster, Lamb                      |          |  |
| 4.  | «A Mess of the Blues»          | Pomus, Shuman                        |          |  |
| 5.  | «Marguerita Time»              | Rossi, Frost                         |          |  |
| 6.  | «Going Down Town Tonight»      | Johnson                              |          |  |
| 7.  | «The Wanderer»                 | Maresca                              |          |  |
| 8.  | «Rollin' Home»                 | David                                |          |  |
| 9.  | «Red Sky»                      | David                                |          |  |
| 10. | «In the Army Now»              | Bolland, Bolland                     |          |  |
| 11. | «Dreamin'»                     | Rossi, Frost                         |          |  |
| 12. | «Ain't Complaining»            | Parfitt, Williams                    |          |  |
| 13. | «Burning Bridges»              | Rossi, Bown                          |          |  |
| 14. | «Anniversary Waltz - Part One» | varios                               |          |  |
| 15. | «Anniversary Waltz - Part Two» | varios                               |          |  |
| 16. | «I Didn't Mean It»             | Rossi, Frost                         |          |  |
| 17. | «When You Walk in the Room»    | Jackie DeShannon                     |          |  |
| 18. | «Fun, Fun, Fun»                | Brian Wilson, Mike Love              |          |  |
| 19. | «Don't Stop»                   | Christine McVie                      |          |  |
| 20. | «All Around My Hat»            | Rossi, Parfitt, Brown, Edwards, Rich |          |  |